# Massacro di Trelew
Il massacro di Trelew (Masacre de Trelew in spagnolo) fu l'esecuzione sommaria di un gruppo di sedici persone appartenenti a vari movimenti guerriglieri avvenuta il 22 agosto 1972 da parte delle forze governative. Quando avvenne la strage l'Argentina era governata dal generale Alejandro Agustín Lanusse, capo della cosiddetta giunta della Rivoluzione Argentina. I sedici attivisti erano stati catturati dopo un tentativo di evasione dal carcere di Rawson durante la quale erano riusciti a fuggire sei importanti dirigenti dell'ERP, dei Montoneros e delle FAR. L'esecuzione, eseguita dagli uomini comandati dal capitano di corvetta Luis Emilio Sosa, avvenne all'interno della base aeronavale Almirante Zar di Trelew, nella provincia di Chubut, alle 3.30 del mattino. 
Nonostante tutte le contraddizioni e le diverse versioni dei fatti, il massacro di Trelew è considerato dagli storici argentini dell'epoca come l'evento inaugurale del terrorismo di Stato come metodologia sistematica per combattere le organizzazioni politiche armate, senza le limitazioni imposte dalla legge.

## I fatti

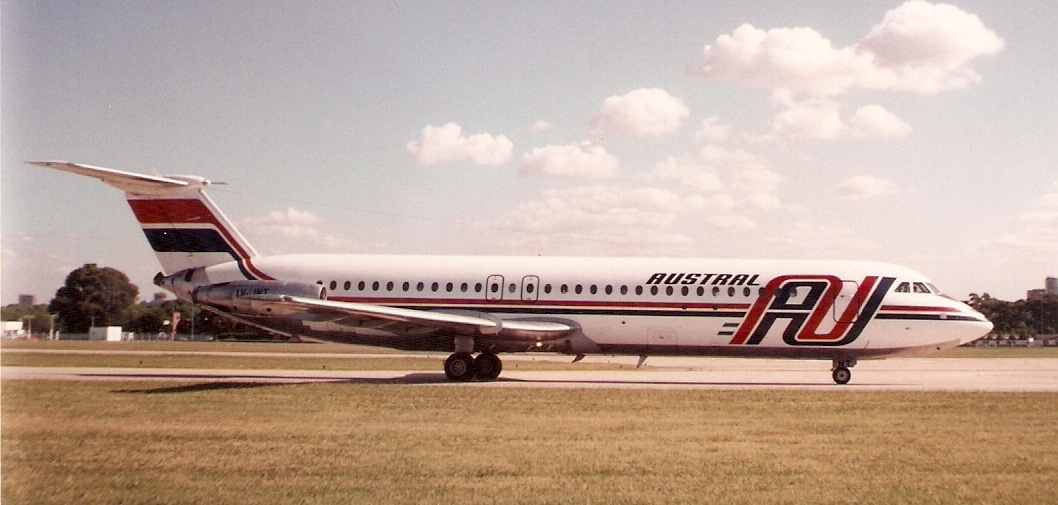
Un BAC 1-11 della Austral simile a quello utilizzato durante l'evasione.

Alle 18.30 del 15 agosto 1972, 110 guerriglieri catturati tentarono un'evasione di massa dalla prigione di Rawson, capoluogo della provincia di Chubut. Il carcere era stato appositamente scelto dalla giunta per ospitare importanti prigionieri politici, tra cui dirigenti sindacali e i leader dei movimenti guerriglieri argentini. Durante la fuga, i guerriglieri uccisero un secondino (Gregorio Valenzuela) e un'altra (Justino Galarraga) fu ferita gravemente. Solo sei dei 110 detenuti, alcuni dei quali erano membri dell'Ejército Revolucionario del Pueblo (ERP), altri delle Forze Armate Rivoluzionarie (FAR) e altri ancora dei Montoneros, riuscirono a fuggire. Secondo Galarraga (che sopravvisse fingendosi morto), Valenzuela fu finito con un colpo alla testa dalla moglie incinta di Santucho.
Il pianificatore e capo dell'operazione fu Mario Roberto Santucho, leader del Partito Rivoluzionario dei Lavoratori, anche se alcuni rapporti sostengono che Marcos Osatinsky (FAR) avesse iniziato a pianificare l'evasione prima dell'arrivo di Santucho. Questi due leader, insieme a Fernando Vaca Narvaja, Roberto Quieto, Enrique Gorriarán Merlo e Domingo Menna, costituirono il cosiddetto Comitato di fuga e furono gli unici in grado di fuggire, grazie a una Ford Falcon che li attendeva, e di raggiungere l'aeroporto di Trelew dove un aereo di linea Austral BAC 1-11, precedentemente catturato da un gruppo di guerriglieri, di cui i membri erano passeggeri, attendeva di trasportare i fuggitivi in Cile, allora governato dal presidente socialista Salvador Allende.
Altri veicoli, che avrebbero dovuto attendere il resto degli evasi, non erano all'ingresso della prigione a causa di un'incomprensione con i segnali precedentemente concordati. Tuttavia, un secondo gruppo di 19 evasi riuscì a raggiungere l'aeroporto a bordo di tre taxi, ma arrivò appena in tempo per vedere l'aereo con a bordo i compagni decollare.

## La ricattura degli evasi
Svanite le possibilità di fuga, il gruppo di evasi convocò una conferenza stampa e si arrese senza opporre resistenza. Dopodiché si consegnarono agli uomini della Marina con la speranza di ottenere dal governo la garanzia per le loro vite in presenza di giornalisti e autorità giudiziarie. Una pattuglia militare al comando del capitano di corvetta Luis Emilio Sosa, vice capo della Base Aerea Navale Almirante Zar di Trelew, condusse i prigionieri ricatturati in quest'ultima struttura a bordo di un autobus. Sosa respinse la richiesta dei prigionieri di essere nuovamente rinchiusi alla prigione di Rawson sostenendo che la permanenza nella base Zar sarebbe stata temporaneo ma necessaria dal momento che nel carcere vi era una rivolta ancora in corso.
Il giudice Alejandro Godoy, il direttore del quotidiano Jornada, il vicedirettore del quotidiano El Chubut, il direttore di LU17 Hector "Pepe" Castro e l'avvocato Mario Abel Amaya, che accompagnavano i prigionieri in qualità di garanti della loro sicurezza, non furono fatti entrare nell'installazione militare con la scusa che il numero di persone era troppo elevato e furono costretti ad andarsene. Lo spettacolare tentativo di evasione e la fuga dei sei leader della guerriglia, che in seguito riuscirono ad espatriare dal Cile a Cuba, lasciarono il governo civico-militare argentino e l'opinione pubblica con il fiato sospeso per giorni. La sensazione generale era che si sarebbero verificate sanguinose rappresaglie se i sei leader ribelli fuggiti non fossero stati rimpatriati in Argentina. A causa di questa percezione, la mattina del 17 agosto, il Partito Giustizialista inviò un telegramma al Ministro degli Interni, il radicale Arturo Mor Roig, in cui si chiedeva il rispetto dei diritti umani dei prigionieri politici del carcere di Rawson, che sarebbe stato reso responsabile della sicurezza e del benessere di tutti i prigionieri.

## Le fucilazioni
Mentre il governo di Alejandro Agustin Lanusse cercava di far pressione sul presidente cileno Allende affinché deportasse i fuggiaschi politici come criminali, nell'area tra Rawson e Trelew erano stati inviati reparti dall'esercito e dalla gendarmeria, per evitare ulteriori tentativi di fuga. Nella vicina base aerea di Trelew vi erano stanziati 3.000 soldati della Marina. In un clima di così alta tensione, i membri della Giunta delle tre forze armate, i collaboratori del governo e i ministri si riunirono la notte del 21 agosto al Palazzo del Governo senza poi fornire alcuna informazione in merito ai giornalisti in attesa.
Alle 03:30 del 22 agosto, nella base navale Almirante Zar, i 19 detenuti furono improvvisamente svegliati e condotti fuori dalle loro celle. Secondo la testimonianza dei tre prigionieri sopravvissuti, furono costretti a sdraiarsi a faccia in giù e furono uccisi a colpi di arma da fuoco da una pattuglia guidata dal capitano di corvetta Sosa e dal tenente Roberto Bravo. La maggior parte morì sul colpo, mentre ai feriti fu dato il colpo di grazia.
La versione ufficiale degli eventi indicava che si era verificato un nuovo tentativo di fuga, con 16 morti e tre feriti tra i prigionieri, ma nessuna vittima tra le file della Marina.
Quella notte, il governo sancì la legge 19.797, che vietava la diffusione di informazioni sulle organizzazioni di guerriglia. Nei giorni successivi ci furono manifestazioni nelle principali città argentine e furono piazzate alcune bombe negli uffici governativi per protestare contro le uccisioni.
Furono assassinati nel carcere di Trelew:
- Alejandro Ulla (PRT-ERP)
- Alfredo Kohon (FAR)
- Ana María Villarreal de Santucho "Sayo" (PRT-ERP)
- Carlos Alberto del Rey (PRT-ERP)
- Carlos Astudillo (FAR)
- Clarisa Lea Place (PRT-ERP)
- Eduardo Capello (PRT-ERP)
- Humberto Suárez (PRT-ERP)
- Humberto Toschi (PRT-ERP)
- José Ricardo Mena (PRT-ERP)
- María Angélica Sabelli (Montoneros)
- Mariano Pujadas (Montoneros)
- Mario Emilio Delfino (PRT-ERP)
- Miguel Ángel Polti (PRT-ERP)
- Pedro Bonet (PRT-ERP)
- Susana Lesgart (Montoneros)

Sopravvissuti:
- Alberto Miguel Camps (FAR - Scomparso nel 1977)
- María Antonia Berger (FAR - Scomparsa nel 1979)
- Ricardo René Haidar (Montoneros - Scomparso nel 1982)

## Conseguenze
Nel primo anniversario del massacro di Trelew, 150 manifestanti furono arrestati e quattro poliziotti sono stati feriti, apparentemente da bombe alla benzina. Nel secondo anniversario del massacro, i guerriglieri dell'ERP hanno attaccato una stazione di polizia a Virreyes, ferendo gravemente un poliziotto. Lo stesso giorno, una dozzina di bombe furono fatte esplodere a Córdoba e a La Plata. Alla vigilia del terzo anniversario, il 21 agosto 1975, uomini armati di sinistra nella città di Córdoba attaccarono la sede centrale della polizia con armi automatiche e bombardarono il centro di comunicazioni radio della polizia, uccidendo cinque poliziotti e ferendone quattro. Il 22 agosto 1975, i Montoneros fecero esplodere una carica di demolizione subacquea nella sala macchine del cacciatorpediniere ARA Santísima Trinidad, causando ingenti danni ma nessuna vittima. Nel quarto anniversario degli omicidi, due autobus di guerriglieri di sinistra attaccarono una stazione di polizia autostradale a Florencio Varela, nel sud dell'area metropolitana bonaerense, e dieci bombe esplosero agli angoli delle strade e nelle stazioni della metropolitana, ferendo tre persone.

## Risvolti giudiziari
Il 15 ottobre 2012, il Tribunale federale di Comodoro Rivadavia ha condannato Emilio Del Real, Luis Sosa e Carlos Marandino all'ergastolo come autori di 16 omicidi e tre tentati omicidi, dichiarando i crimini commessi crimini contro l'umanità.